# Nason (Illinois)
Nason je grad u američkoj saveznoj državi Ilinois. Prema popisu stanovništva iz 2010. u njemu je živjelo 236 stanovnika.